# 105 mm Artilleriegeschoss M1
Das M1 ist ein Artilleriegeschoss im Kaliber 105 mm. In den 1920er-Jahren in den Vereinigten Staaten entwickelt, ist es eines der am weitesten verbreiteten 105-mm-Artilleriegeschosse.

## Geschichte
Der Ursprung des M1-Geschosses geht auf das Jahr 1918 zurück. Auf der Westervelt-Konferenz analysierte ein Gremium von sieben hohen Offizieren der United States Army den Einsatz der Artillerie im Ersten Weltkrieg. Während dieser Konferenz entstand eine umfassende Studie über zukünftige Artilleriegeschütze, Artilleriekaliber, Munitionstypen und Transportmittel. Basierend auf dieser Studie wurde die Entwicklung der M1-Haubitze mit Kaliber 105 mm initiiert. Für die M1-Haubitze wurde ein neues Artilleriegeschoss entwickelt, welches ebenfalls die Bezeichnung M1 bekam. Das M1-Geschoss wurde dann zusammen mit der späteren M2-Haubitze im Jahr 1928 bei der United States Army in Dienst gestellt. Nach dem Zweiten Weltkrieg wurde das M1-Geschoss von vielen Armeen der Westlichen Welt übernommen und in vielen Ländern produziert. Dadurch entwickelte sich das M1 zum NATO-Standardgeschoss für die 105-mm-Artillerie.

## Beschreibung
Das M1-Geschoss kann von allen üblichen 105-mm-Artilleriegeschützen verschossen werden. Das Geschoss besteht aus der Granate mit dem Zünder sowie der Kartusche mit den Treibladungen. Das komplette Geschoss hat eine Länge von 0,789 m und wiegt 18,1 kg.
Die M1-Granate ist 494,8 mm lang (ohne Zünder) und hat einen Durchmesser von 104,95 mm. Die Granate kann oliv-grün, grau-grün, grau oder schwarz ausgeführt sein. Der Granatenkörper wird aus AHSS-Schmiedestahl gefertigt. Die Granate verfügt über ein spitzes und stromlinienförmiges Profil, bei dem sich die zur Granatenspitze zulaufende Ogive über rund einen Drittel der gesamten Granatlänge erstreckt. Das Granatenende ist gegen den Granatenboden mit rund 10° konisch zulaufend. An der Granatenspitze ist eine Vertiefung mit einem Gewinde angebracht. In dieser ist bei der Auslieferung aus dem Werk eine Ringschraube bzw. Transportöse eingeschraubt. Vor dem Einsatz wird diese entfernt und durch den Zünder ersetzt. Zusätzlich kann in dieser Vertiefung hinter dem Zünder eine Zusatzladung mit 136 g TNT geladen werden. Im hohlen Granatenkörper befindet sich die Sprengstofffüllung. Diese kann aus 2,18 kg TNT oder 2,3 kg Composition B bestehen. Die Granate wiegt ohne die Ringschraube 14,97 kg. Zur Abdichtung des Verbrennungsraumes zwischen Rohrwand und Granate ist oberhalb des konischen Granatenbodens ein Führungsband angebracht. Dieses wird beim Abschuss in die Züge des Geschützrohres gepresst. Mit dem Führungsband beträgt der Granatendurchmesser 107,26 mm. Als Zünder können alle dem STANAG 2916 entsprechenden eingeschraubt werden. So können eine breite Palette von Aufschlagzündern, Verzögerungszündern oder Näherungszündern verwendet werden.
Hinten auf die Granate wird die M14-Kartusche aufgesetzt. Diese ist aus Messing (70:30) gefertigt und hat eine Länge von 372 mm. Die Kartusche wird mit bis zu sieben M67-Treibladungsbeutel beladen. Am Kartuschenboden werden Treibladungsanzünder (Primer) vom Typ M1 oder M28 eingesetzt.
Bei der Detonation des M1 zerlegt sich die Granatenhülle in bis zu 1.160 leichte Splitter, die sich mit 850 bis 1.050 m/s ausbreiten. Diese wirken gegen lebende Ziele auf eine Distanz von über 10 m tödlich und können bis zu einer Entfernung von rund 30 m Verletzungen verursachen. Im Vergleich zu moderneren Artilleriegeschossen wird mit dem M1 generell eine geringere Schussdistanz erzielt. Gemessen an neuen Artilleriegeschossen hat das M1 eine geringere Sprengwirkung sowie eine schlechtere Splittercharakteristik.
Mit dem M1-Geschoss werden die folgenden Schussdistanzen erreicht:
| Artilleriesystem                     | Kaliberlänge | Mündungsgeschwindigkeit | Schussdistanz |
| ------------------------------------ | ------------ | ----------------------- | ------------- |
| Feldhaubitze M101                    | L/22         | 472,4 m/s               | 11,3 km       |
| Feldhaubitze M119                    | L/30         | unbekannt               | 11,5 km       |
| Feldhaubitze L118 Light Gun          | L/30         | unbekannt               | 11,5 km       |
| Gebirgshaubitze OTO Melara Modell 56 | L/14         | 420 m/s                 | 10,2 km       |

## Status und Verbreitung
Während des Kalten Kriegs hatten die westlichen Armeen eine Vielzahl 105-mm-Geschütze in ihrem Bestand und das M1-Geschoss wurde in großer Menge als Kriegsreserve gelagert. In den 1970er-Jahren verschob sich das Interesse der westlichen Streitkräfte hin zu Geschützen mit Kaliber 155 mm. Nur noch Eingreiftruppen, Luftlandetruppen, Gebirgstruppen und z. T. die Marineinfanterie verwenden Geschütze mit Kaliber 105 mm. Weiter wurden für moderne 105-mm-Geschütze leistungsstärkere Geschosse entwickelt, so dass der Markt für das M1-Geschoss schwindet. Das M1-Geschoss befand bzw. befindet sich im Bestand vieler Armeen der westlichen Welt. Es wurde bzw. wird in verschiedenen Staaten wie den Vereinigten Staaten, Vereinigtes Königreich, Israel, Italien, Griechenland, Spanien, Südkorea, Frankreich, Deutschland, Norwegen, Spanien, Schweiz sowie weiteren produziert. Im Vereinigten Königreich wird es L41A2 und in der Schweiz wurde es 10,5 cm Kanonen und Haubitzen Stahlgranate (ALN 591-2020) bezeichnet.